# لازم و کافی
لازم و کافی (به انگلیسی: Necessity and sufficiency) عنوان‌هایی برای شرط‌های منطقی هستند. اگر «ب» شرط لازم برای «الف» باشد، آنگاه از درستی الف می‌توان درستی ب را نتیجه گرفت. به عبارت دیگر، غیرممکن است که الف درست و ب نادرست باشد. در مقابل، الف شرط کافی برای ب است، در صورتی که از درستی الف، بتوان درستی ب را نتیجه گرفت. اما در صورت نادرستی الف، نمی‌توان به نادرستی ب رسید.
با این توصیفات، الف شرط لازم و کافی برای ب است اگر بتوان از درستی الف، درستی ب را نتیجه گرفت و بالعکس. شرط لازم و کافی در منطق به‌صورت رابطۀ منطقی اگر و تنها اگر بین مقدم و تالی بیان می‌شود.
روابط نام برده را در منطق بدین شکل نشان می‌دهند:
{\displaystyle Q} شرط لازم (necessary condition) برای {\displaystyle P} است: {\displaystyle P\Rightarrow Q}.
{\displaystyle Q} شرط کافی (sufficient condition) برای {\displaystyle P} است: {\displaystyle Q\Rightarrow P}.
{\displaystyle Q} شرط لازم و کافی برای {\displaystyle P} است: {\displaystyle P\Leftrightarrow Q} که برابر است با {\displaystyle (P\Rightarrow Q)\land (Q\Rightarrow P)}.

### کتابشناسی
- Caplinskas, A.; Dzemyda, G.; Lupeikiene, A. (2013). Databases and Information Systems VII: Selected Papers from the Tenth International Baltic Conference, DB&IS 2012. Frontiers in Artificial Intelligence and Applications (به انگلیسی). IOS Press. Retrieved 2015-03-05.